# Tour du Danemark 2013
La 23e édition du Tour du Danemark a eu lieu du 31 juillet au 4 août 2013. L'épreuve fait partie de l'UCI Europe Tour, dans la catégorie 2.HC.

## Présentation

### Équipes
Classé en catégorie 2.HC de l'UCI Europe Tour, le Tour du Danemark est par conséquent ouvert aux UCI ProTeams dans la limite de 70 % des équipes participantes, aux équipes continentales professionnelles, aux équipes continentales danoises et à une équipe nationale danoise.
| Nom de l'équipe         | Pays       | Code |
| ----------------------- | ---------- | ---- |
| Belkin                  | Pays-Bas   | BEL  |
| Garmin-Sharp            | États-Unis | GRS  |
| Katusha                 | Russie     | KAT  |
| Lotto-Belisol           | Belgique   | LTB  |
| Omega Pharma-Quick Step | Belgique   | OPQ  |
| Saxo-Tinkoff            | Danemark   | TST  |
| Vacansoleil-DCM         | Pays-Bas   | VCD  |

| Nom de l'équipe | Pays     | Code |
| --------------- | -------- | ---- |
| Post Danmark    | Danemark | TPD  |

| Nom de l'équipe             | Pays       | Code |
| --------------------------- | ---------- | ---- |
| Bardiani Valvole-CSF Inox   | Italie     | BAR  |
| Europcar                    | France     | EUC  |
| IAM                         | Suisse     | IAM  |
| Novo Nordisk                | États-Unis | TNN  |
| Topsport Vlaanderen-Baloise | Belgique   | TSV  |

| Nom de l'équipe            | Pays     | Code |
| -------------------------- | -------- | ---- |
| Blue Water                 | Danemark | BWC  |
| Concordia Forsikring-Riwal | Danemark | VPC  |
| Cult Energy                | Danemark | GLU  |
| Trefor                     | Danemark | TTF  |

## Étapes
| Étape     | Date       | Villes étapes               |  | Distance (km) | Vainqueur d’étape   | Leader du classement général |
| --------- | ---------- | --------------------------- |  | ------------- | ------------------- | ---------------------------- |
| 1re étape | 31 juillet | Silkeborg - Varde           |  | 180           | Magnus Cort Nielsen | Magnus Cort Nielsen          |
| 2e étape  | 1er août   | Ribe - Sønderborg           |  | 180           | Matti Breschel      | Magnus Cort Nielsen          |
| 3e étape  | 2 août     | Sønderborg - Vejle          |  | 200           | Matti Breschel      | Matti Breschel               |
| 4e étape  | 3 août     | Høng (da) - Asnæs Indelukke |  | 105           | Magnus Cort Nielsen | Matti Breschel               |
| 5e étape  | 3 août     | Holbæk - Holbæk             |  | 12,1          | Wilco Kelderman     | Wilco Kelderman              |
| 6e étape  | 4 août     | Roskilde - Frederiksberg    |  | 165           | Mark Cavendish      | Wilco Kelderman              |

## Déroulement de la course

### 1reétape
|    | Coureur             | Équipe                     |    | Temps           |
| -- | ------------------- | -------------------------- | -- | --------------- |
| 1  | Magnus Cort Nielsen | Cult Energy                | en | 4 h 32 min 24 s |
| 2  | Nikola Aistrup      | Concordia Forsikring-Riwal | +  | 0 s             |
| 3  | Lars Ytting Bak     | Lotto-Belisol              |    | 0 s             |
| 4  | Bryan Coquard       | Europcar                   |    | 10 s            |
| 5  | Sacha Modolo        | Bardiani Valvole-CSF Inox  |    | 10 s            |
| 6  | Kenny Dehaes        | Lotto-Belisol              |    | 10 s            |
| 7  | Tyler Farrar        | Garmin-Sharp               |    | 10 s            |
| 8  | Barry Markus        | Vacansoleil-DCM            |    | 10 s            |
| 9  | Andrea Peron        | Novo Nordisk               |    | 10 s            |
| 10 | Robert Hunter       | Garmin-Sharp               |    | 10 s            |

|    | Coureur             | Équipe                     |    | Temps           |
| -- | ------------------- | -------------------------- | -- | --------------- |
| 1  | Magnus Cort Nielsen | Cult Energy                | en | 4 h 32 min 13 s |
| 2  | Nikola Aistrup      | Concordia Forsikring-Riwal | +  | 1 s             |
| 3  | Lars Ytting Bak     | Lotto-Belisol              |    | 7 s             |
| 4  | Pim Ligthart        | Vacansoleil-DCM            |    | 15 s            |
| 5  | Markus Kilsgaard    | Post Danmark               |    | 20 s            |
| 6  | Bryan Coquard       | Europcar                   |    | 21 s            |
| 7  | Sacha Modolo        | Bardiani Valvole-CSF Inox  |    | 21 s            |
| 8  | Kenny Dehaes        | Lotto-Belisol              |    | 21 s            |
| 9  | Tyler Farrar        | Garmin-Sharp               |    | 21 s            |
| 10 | Barry Markus        | Vacansoleil-DCM            |    | 21 s            |

### 2eétape
|    | Coureur         | Équipe                  |    | Temps           |
| -- | --------------- | ----------------------- | -- | --------------- |
| 1  | Matti Breschel  | Saxo-Tinkoff            | en | 4 h 17 min 38 s |
| 2  | Marko Kump      | Saxo-Tinkoff            | +  | m.t             |
| 3  | Moreno Hofland  | Belkin                  |    | m.t             |
| 4  | Tyler Farrar    | Garmin-Sharp            |    | m.t             |
| 5  | Wilco Kelderman | Belkin                  |    | m.t             |
| 6  | Mark Cavendish  | Omega Pharma-Quick Step |    | m.t             |
| 7  | Kenny Dehaes    | Lotto-Belisol           |    | m.t             |
| 8  | Björn Leukemans | Vacansoleil-DCM         |    | m.t             |
| 9  | Kevyn Ista      | IAM                     |    | m.t             |
| 10 | Lars Ytting Bak | Lotto-Belisol           |    | m.t             |

|    | Coureur             | Équipe                     |    | Temps           |
| -- | ------------------- | -------------------------- | -- | --------------- |
| 1  | Magnus Cort Nielsen | Cult Energy                | en | 8 h 49 min 51 s |
| 2  | Nikola Aistrup      | Concordia Forsikring-Riwal | +  | 1 s             |
| 3  | Lars Ytting Bak     | Lotto-Belisol              |    | 7 s             |
| 4  | Matti Breschel      | Saxo-Tinkoff               |    | 11 s            |
| 5  | Pim Ligthart        | Vacansoleil-DCM            |    | 15 s            |
| 6  | Marko Kump          | Saxo-Tinkoff               |    | 15 s            |
| 7  | Moreno Hofland      | Belkin                     |    | 17 s            |
| 8  | Matthias Brändle    | IAM                        |    | 18 s            |
| 9  | Martin Herbæk Grøn  | Concordia Forsikring-Riwal |    | 19 s            |
| 10 | Rasmus Mygind       | Trefor                     |    | 19 s            |

### 3eétape
|    | Coureur                    | Équipe                      |    | Temps           |
| -- | -------------------------- | --------------------------- | -- | --------------- |
| 1  | Matti Breschel             | Saxo-Tinkoff                | en | 4 h 44 min 41 s |
| 2  | Francesco Manuel Bongiorno | Bardiani Valvole-CSF Inox   | +  | 0 s             |
| 3  | Wilco Kelderman            | Belkin                      |    | 0 s             |
| 4  | Lars Ytting Bak            | Lotto-Belisol               |    | 0 s             |
| 5  | Edoardo Zardini            | Bardiani Valvole-CSF Inox   |    | 0 s             |
| 6  | Jelle Wallays              | Topsport Vlaanderen-Baloise |    | 0 s             |
| 7  | Björn Leukemans            | Vacansoleil-DCM             |    | 13 s            |
| 8  | Viatcheslav Kouznetsov     | Katusha                     |    | 21 s            |
| 9  | Juan Antonio Flecha        | Vacansoleil-DCM             |    | 21 s            |
| 10 | Troels Vinther             | Cult Energy                 |    | 31 s            |

|    | Coureur                    | Équipe                      |    | Temps            |
| -- | -------------------------- | --------------------------- | -- | ---------------- |
| 1  | Matti Breschel             | Saxo-Tinkoff                | en | 13 h 34 min 33 s |
| 2  | Lars Ytting Bak            | Lotto-Belisol               | +  | 6 s              |
| 3  | Francesco Manuel Bongiorno | Bardiani Valvole-CSF Inox   |    | 14 s             |
| 4  | Wilco Kelderman            | Belkin                      |    | 16 s             |
| 5  | Edoardo Zardini            | Bardiani Valvole-CSF Inox   |    | 19 s             |
| 6  | Jelle Wallays              | Topsport Vlaanderen-Baloise |    | 29 s             |
| 7  | Björn Leukemans            | Vacansoleil-DCM             |    | 33 s             |
| 8  | Juan Antonio Flecha        | Vacansoleil-DCM             |    | 41 s             |
| 9  | Magnus Cort Nielsen        | Cult Energy                 |    | 47 s             |
| 10 | Troels Vinther             | Cult Energy                 |    | 51 s             |

### 4eétape
|    | Coureur                    | Équipe                    |    | Temps           |
| -- | -------------------------- | ------------------------- | -- | --------------- |
| 1  | Magnus Cort Nielsen        | Cult Energy               | en | 2 h 19 min 57 s |
| 2  | Sonny Colbrelli            | Bardiani Valvole-CSF Inox | +  | 2 s             |
| 3  | Pim Ligthart               | Vacansoleil-DCM           |    | 2 s             |
| 4  | Michel Kreder              | Garmin-Sharp              |    | 2 s             |
| 5  | Wilco Kelderman            | Belkin                    |    | 3 s             |
| 6  | Tony Hurel                 | Europcar                  |    | 3 s             |
| 7  | Björn Leukemans            | Vacansoleil-DCM           |    | 3 s             |
| 8  | Marco Canola               | Bardiani Valvole-CSF Inox |    | 3 s             |
| 9  | Matti Breschel             | Saxo-Tinkoff              |    | 3 s             |
| 10 | Francesco Manuel Bongiorno | Bardiani Valvole-CSF Inox |    | 3 s             |

|    | Coureur                    | Équipe                      |    | Temps            |
| -- | -------------------------- | --------------------------- | -- | ---------------- |
| 1  | Matti Breschel             | Saxo-Tinkoff                | en | 15 h 54 min 33 s |
| 2  | Lars Ytting Bak            | Lotto-Belisol               | +  | 4 s              |
| 3  | Francesco Manuel Bongiorno | Bardiani Valvole-CSF Inox   |    | 14 s             |
| 4  | Wilco Kelderman            | Belkin                      |    | 16 s             |
| 5  | Edoardo Zardini            | Bardiani Valvole-CSF Inox   |    | 19 s             |
| 6  | Jelle Wallays              | Topsport Vlaanderen-Baloise |    | 29 s             |
| 7  | Björn Leukemans            | Vacansoleil-DCM             |    | 33 s             |
| 8  | Magnus Cort Nielsen        | Cult Energy                 |    | 38 s             |
| 9  | Juan Antonio Flecha        | Vacansoleil-DCM             |    | 40 s             |
| 10 | Troels Vinther             | Cult Energy                 |    | 51 s             |

### 5eétape
|    | Coureur          | Équipe                  |    | Temps       |
| -- | ---------------- | ----------------------- | -- | ----------- |
| 1  | Wilco Kelderman  | Belkin                  | en | 14 min 35 s |
| 2  | Timofey Kritskiy | Katusha                 | +  | 2 s         |
| 3  | Martin Elmiger   | IAM                     |    | 3 s         |
| 4  | Matthias Brändle | IAM                     |    | 3 s         |
| 5  | Mark Cavendish   | Omega Pharma-Quick Step |    | 5 s         |
| 6  | Rick Flens       | Belkin                  |    | 8 s         |
| 7  | Gustav Larsson   | IAM                     |    | 9 s         |
| 8  | Alexander Porsev | Katusha                 |    | 11 s        |
| 9  | Martijn Keizer   | Vacansoleil-DCM         |    | 11 s        |
| 10 | Jos van Emden    | Belkin                  |    | 11 s        |

|    | Coureur                    | Équipe                      |    | Temps            |
| -- | -------------------------- | --------------------------- | -- | ---------------- |
| 1  | Wilco Kelderman            | Belkin                      | en | 16 h 09 min 25 s |
| 2  | Lars Ytting Bak            | Lotto-Belisol               | +  | 6 s              |
| 3  | Matti Breschel             | Saxo-Tinkoff                |    | 15 s             |
| 4  | Edoardo Zardini            | Bardiani Valvole-CSF Inox   |    | 33 s             |
| 5  | Francesco Manuel Bongiorno | Bardiani Valvole-CSF Inox   |    | 38 s             |
| 6  | Juan Antonio Flecha        | Vacansoleil-DCM             |    | 47 s             |
| 7  | Jelle Wallays              | Topsport Vlaanderen-Baloise |    | 51 s             |
| 8  | Mark Cavendish             | Omega Pharma-Quick Step     |    | 57 s             |
| 9  | Magnus Cort Nielsen        | Cult Energy                 |    | 1 min 08 s       |
| 10 | Troels Vinther             | Cult Energy                 |    | 1 min 11 s       |

### 6eétape
|    | Coureur          | Équipe                      |    | Temps           |
| -- | ---------------- | --------------------------- | -- | --------------- |
| 1  | Mark Cavendish   | Omega Pharma-Quick Step     | en | 3 h 33 min 13 s |
| 2  | Bryan Coquard    | Europcar                    | +  | m.t             |
| 3  | Tyler Farrar     | Garmin-Sharp                |    | m.t             |
| 4  | Matteo Pelucchi  | IAM                         |    | m.t             |
| 5  | Alexander Porsev | Katusha                     |    | m.t             |
| 6  | Kenny van Hummel | Vacansoleil-DCM             |    | m.t             |
| 7  | Barry Markus     | Vacansoleil-DCM             |    | m.t             |
| 8  | Matti Breschel   | Saxo-Tinkoff                |    | m.t             |
| 9  | Yves Lampaert    | Topsport Vlaanderen-Baloise |    | m.t             |
| 10 | Kenny Dehaes     | Lotto-Belisol               |    | m.t             |

|    | Coureur                    | Équipe                      |    | Temps            |
| -- | -------------------------- | --------------------------- | -- | ---------------- |
| 1  | Wilco Kelderman            | Belkin                      | en | 19 h 42 min 37 s |
| 2  | Lars Ytting Bak            | Lotto-Belisol               | +  | 6 s              |
| 3  | Matti Breschel             | Saxo-Tinkoff                |    | 15 s             |
| 4  | Edoardo Zardini            | Bardiani Valvole-CSF Inox   |    | 33 s             |
| 5  | Francesco Manuel Bongiorno | Bardiani Valvole-CSF Inox   |    | 38 s             |
| 6  | Juan Antonio Flecha        | Vacansoleil-DCM             |    | 47 s             |
| 7  | Mark Cavendish             | Omega Pharma-Quick Step     |    | 47 s             |
| 8  | Jelle Wallays              | Topsport Vlaanderen-Baloise |    | 51 s             |
| 9  | Magnus Cort Nielsen        | Cult Energy                 |    | 1 min 08 s       |
| 10 | Troels Vinther             | Cult Energy                 |    | 1 min 11 s       |

## Classements finals

### Classement général
|    | Cycliste                   | Pays | Équipe                      |    | Temps            |
| -- | -------------------------- | ---- | --------------------------- | -- | ---------------- |
| 1  | Wilco Kelderman            |      | Belkin                      | en | 19 h 42 min 37 s |
| 2  | Lars Ytting Bak            |      | Lotto-Belisol               | +  | 6 s              |
| 3  | Matti Breschel             |      | Saxo-Tinkoff                |    | 15 s             |
| 4  | Edoardo Zardini            |      | Bardiani Valvole-CSF Inox   |    | 33 s             |
| 5  | Francesco Manuel Bongiorno |      | Bardiani Valvole-CSF Inox   |    | 38 s             |
| 6  | Juan Antonio Flecha        |      | Vacansoleil-DCM             |    | 47 s             |
| 7  | Mark Cavendish             |      | Omega Pharma-Quick Step     |    | 47 s             |
| 8  | Jelle Wallays              |      | Topsport Vlaanderen-Baloise |    | 51 s             |
| 9  | Magnus Cort Nielsen        |      | Cult Energy                 |    | 1 min 08 s       |
| 10 | Troels Vinther             |      | Cult Energy                 |    | 1 min 11 s       |

### Classements annexes
|   | Cycliste            | Équipe       | Points |
| - | ------------------- | ------------ | ------ |
| 1 | Wilco Kelderman     | Belkin       | 41     |
| 2 | Matti Breschel      | Saxo-Tinkoff | 39     |
| 3 | Magnus Cort Nielsen | Cult Energy  | 31     |

|   | Cycliste               | Équipe                     | Points |
| - | ---------------------- | -------------------------- | ------ |
| 1 | Martin Mortensen       | Concordia Forsikring-Riwal | 42     |
| 2 | Søren Kragh Andersen   | Trefor                     | 30     |
| 3 | Asbjørn Kragh Andersen | Trefor                     | 26     |

|   | Cycliste            | Équipe                      |    | Temps            |
| - | ------------------- | --------------------------- | -- | ---------------- |
| 1 | Wilco Kelderman     | Belkin                      | en | 19 h 42 min 37 s |
| 2 | Magnus Cort Nielsen | Cult Energy                 | +  | 1 min 08 s       |
| 3 | Gijs Van Hoecke     | Topsport Vlaanderen-Baloise |    | 1 min 32 s       |

|   | Équipe                      | Pays |    | Temps            |
| - | --------------------------- | ---- | -- | ---------------- |
| 1 | Bardiani Valvole-CSF Inox   |      | en | 59 h 10 min 10 s |
| 2 | Vacansoleil-DCM             |      | +  | 16 s             |
| 3 | Topsport Vlaanderen-Baloise |      |    | 1 min 04 s       |

## Évolution des classements
| Étape              | Vainqueur           | Classement général  | Classement par points | Classement du meilleur grimpeur | Classement du meilleur jeune | Classement par équipes    | Coureur le plus combatif |
| ------------------ | ------------------- | ------------------- | --------------------- | ------------------------------- | ---------------------------- | ------------------------- | ------------------------ |
| 1                  | Magnus Cort Nielsen | Magnus Cort Nielsen | Nikola Aistrup        | Magnus Cort Nielsen             | Magnus Cort Nielsen          | Lotto-Belisol             | Jimmi Sørensen           |
| 2                  | Matti Breschel      | Magnus Cort Nielsen | Nikola Aistrup        | Magnus Cort Nielsen             | Magnus Cort Nielsen          | Lotto-Belisol             | Matthias Brändle         |
| 3                  | Matti Breschel      | Matti Breschel      | Matti Breschel        | Søren Kragh Andersen            | Wilco Kelderman              | Bardiani Valvole-CSF Inox | Søren Kragh Andersen     |
| 4                  | Magnus Cort Nielsen | Matti Breschel      | Matti Breschel        | Søren Kragh Andersen            | Wilco Kelderman              | Bardiani Valvole-CSF Inox | Sacha Modolo             |
| 5                  | Wilco Kelderman     | Wilco Kelderman     | Wilco Kelderman       | Søren Kragh Andersen            | Wilco Kelderman              | Bardiani Valvole-CSF Inox | Non décerné              |
| 6                  | Mark Cavendish      | Wilco Kelderman     | Wilco Kelderman       | Martin Mortensen                | Wilco Kelderman              | Bardiani Valvole-CSF Inox | Sander Cordeel           |
| Classements finals | Classements finals  | Wilco Kelderman     | Wilco Kelderman       | Martin Mortensen                | Wilco Kelderman              | Bardiani Valvole-CSF Inox | Martin Mortensen         |